# Basketball Ligaen Norge
Basketball Ligaen Norge (BLNO) – profesjonalna liga koszykówki w Norwegii, reprezentująca najwyższą klasę rozgrywkową z tym kraju.
W lidze występuje 11 drużyn (sezon 2015/16). Zgodnie z ligowymi przepisami na parkiecie może przebywać w danej chwili maksymalnie dwóch obcokrajowców oraz obowiązkowo przynajmniej dwóch zawodników norweskich.

## Zespoły

### Funkcjonujące
Stan na sezon 2011/12
| Klub           | Pozycja w 2011/12 | Debiut w lidze | Sezony w lidze | Tytuły | Ostatni tytuł |
| -------------- | ----------------- | -------------- | -------------- | ------ | ------------- |
| Ammerud Basket | 7                 | 2007–08        | 5              | –      | bd            |
| Asker Aliens   | 2                 | 2000–01        | 12             | 6      | 2010–11       |
| Bærum Basket   | 5                 | 2006–07        | 6              | –      | bd            |
| Centrum Tigers | 4                 | 2001–02        | 2              | –      | bd            |
| Frøya Basket   | 1                 | 2009–10        | 3              | 1      | 2011–12       |
| Gimle Basket   | 6                 | 2007–08        | 5              | –      | bd            |
| Langhus        | 8                 | 2011–12        | 1              | –      | bd            |
| Tromsø Storm   | 3                 | 2000–01        | 12             | –      | bd            |

### Niefunkcjonujące
| Klub                 | Debiut w lidze | Liczba sezonów w lidze | Tytuły | Ostatni tytuł |
| -------------------- | -------------- | ---------------------- | ------ | ------------- |
| Bergen Bulldogs      | 2001–02        | 1                      | –      | bd            |
| Bærums Verk Jets     | 2000–01        | 5                      | 1      | 2003–04       |
| Fjellhamar Stallions | 2006–07        | 3                      | –      | bd            |
| Frøya Ambassadors    | 2002–03        | 3                      | –      | bd            |
| Harstad Vikings      | 2000–01        | 10                     | 1      | 2005–06       |
| Kongsberg Penguins   | 2000–01        | 7                      | –      | bd            |
| Kristiansand Pirates | 2000–01        | 9                      | –      | bd            |
| Oslo Kings           | 2000–01        | 2                      | 1      | 2000–01       |
| Ulriken Eagles       | 2000–01        | 11                     | 2      | 2008–09       |
| Vålerenga Kings      | 2002–03        | 1                      | –      | bd            |

## Finały
| Sezon   | Mistrz          | Wynik  | Wicemistrz         |
| ------- | --------------- | ------ | ------------------ |
| 2000–01 | Oslo Kings      | 3–2    | Kongsberg Penguins |
| 2001–02 | Aker Aliens     | 3–0    | Kongsberg Penguins |
| 2002–03 | Asker Aliens    | 3–0    | Harstad Vikings    |
| 2003–04 | Bærum Basket    | 3–2    | Harstad Vikings    |
| 2004–05 | Aker Aliens     | 3–0    | Harstad Vikings    |
| 2005–06 | Harstad Vikings | 3–2    | Asker Aliens       |
| 2006–07 | Ulriken Eagles  | 3–1    | Harstad Aliens     |
| 2007–08 | Asker Aliens    | 3–0    | Harstad Vikings    |
| 2008–09 | Ulriken Eagles  | 3–2    | Tromsø Storm       |
| 2009–10 | Akser Aliens    | 3–1    | Tromsø Storm       |
| 2010–11 | Bærum Basket    | 3–2    | Tromsø Storm       |
| 2011–12 | Frøya Basket    | 80–78  | Asker Aliens       |
| 2012–13 | Bærum Basket    | 81–65  | Tromsø Storm       |
| 2013–14 | Gimle Basket    | 102–68 | Ammerud Basket     |

## Tytuły według klubu
| Klub                | Miasto  | Tytuły | Mistrzowskie lata            |
| ------------------- | ------- | ------ | ---------------------------- |
| Basket Asker Aliens | Asker   | 5      | 2002, 2003, 2005, 2008, 2010 |
| Bærum Basket        | Bærum   | 2      | 2011, 2013                   |
| Ulriken Eagles      | Bergen  | 2      | 2007, 2009                   |
| Gimle Basket        | Bergen  | 1      | 2014                         |
| Frøya Basket        | Bergen  | 1      | 2012                         |
| Harstad Vikings     | Harstad | 1      | 2006                         |
| Bærums Verk Jets    | Bærum   | 1      | 2004                         |
| Oslo Kings          | Oslo    | 1      | 2001                         |

## Nagrody
| Rok     | Zawodnik        | Poz.  | Nar.              | Zespół             |
| ------- | --------------- | ----- | ----------------- | ------------------ |
| 2000–01 | Scott English   | C     | Stany Zjednoczone | Tromsø Storm       |
| 2001–02 | David Evans     |       | Stany Zjednoczone | Oslo Kings         |
| 2002–03 | Fredrik Beckius | PG    | Szwecja           | Kongsberg Penguins |
| 2003–04 | Jeff Rogers     | PG    | Stany Zjednoczone | Harstad Vikings    |
| 2004–05 | Brett Gravitt   | PG/SG | Stany Zjednoczone | Frøya Ambassadors  |
| 2005–06 | Eric Bell       | PG/SG | Stany Zjednoczone | Tromsø Storm       |
| 2006–07 | Eric Bell       | PG/SG | Stany Zjednoczone | Tromsø Storm       |
| 2007–08 | Mustafa Mahnin  | PG    | Norwegia          | Asker Aliens       |
| 2008–09 | Ron Timus       | SG/SF | Stany Zjednoczone | Tromsø Storm       |
| 2009–10 | Ronny Karlsen   | SF    | Norwegia          | Asker Aliens       |
| 2011–12 | Stian Mjos      | PG    | Norwegia          | Bærum Basket       |
| 2012–13 | Gerald Walace   | F     | Stany Zjednoczone | Tromsø Storm       |

| Rok     | Zawodnik           | Poz.  | Nar.              | Zespół                |
| ------- | ------------------ | ----- | ----------------- | --------------------- |
| 2000–01 | Rodney Hawthorne   | SG/SF | Stany Zjednoczone | Kongsberg Penguins    |
| 2001–02 | Rodney Hawthorne   | SG/SF | Stany Zjednoczone | Kongsberg Penguins    |
| 2002–03 | Brett Gravitt      | PG/SG | Stany Zjednoczone | Bærums Verk Defenders |
| 2003–04 | Rodney Hawthorne   | SG/SF | Stany Zjednoczone | Bærums Verk Jets      |
| 2004–05 | Rodney Hawthorne   | SG/SF | Stany Zjednoczone | Bærums Verk Jets      |
| 2005–06 | Eric Bell          | PG/SG | Stany Zjednoczone | Tromsø Storm          |
| 2006–07 | Eric Bell          | PG/SG | Stany Zjednoczone | Tromsø Storm          |
| 2007–08 | Marco Elsafadi     | PG/SG | Norwegia          | Ulriken Eagles        |
| 2008–09 | Dag Christensen    | SF    | Norwegia          | Tromsø Storm          |
| 2009–10 | Thor Afam Hagen    | SF    | Norwegia          | Ammerud               |
| 2011–12 | Anthony Lee-Ingram | F     | Stany Zjednoczone | Asker Aliens          |
| 2012–13 | Delano Thomas      | PF    | Stany Zjednoczone | Gimle BBK             |

### MVP Finałów
| Rok     | Zawodnik      | Poz. | Nar.     | Zespół       |
| ------- | ------------- | ---- | -------- | ------------ |
| 2011–12 | Miilah Kombat | F    | Norwegia | Frøya Basket |

### Młody Zawodnik Roku
| Rok     | Zawodnik              | Poz.  | Nar.     | Zespół                |
| ------- | --------------------- | ----- | -------- | --------------------- |
| 2001–02 | Lars Jæger Torkildsen | G     | Norwegia | Tromsø Storm          |
| 2002–03 | Willy Sharma          | PG    | Norwegia | Bærums Verk Defenders |
| 2003–04 | Audun Eskeland        | PG    | Norwegia | Ulriken Eagles        |
| 2004–05 | Audun Eskeland        | PG    | Norwegia | Bærums Verk Jets      |
| 2005–06 | Espen Stien           | PG    | Norwegia | Asker Aliens          |
| 2006–07 | Daniel Berg           | SG    | Norwegia | 3B                    |
| 2007–08 | Magne Fivelstad       | SG    | Norwegia | Gimle                 |
| 2008–09 | Miilah Kombat         | SG    | Norwegia | Ammerud               |
| 2009–10 | Aksel Bolin           | SG/SF | Norwegia | Asker Aliens          |
| 2011–12 | Magnus Midtvedt       | G     | Norwegia | Asker Aliens          |
| 2012–13 | Marko Lepovic         | SG    | Serbia   | Centrum Tigers        |

## Składy najlepszych zawodników ligi
2000/01

| Zawodnik           | Klub               |
| ------------------ | ------------------ |
| Terrance Randolph  | Asker Aliens       |
| Calix Black Ndiaye | Ulriken Eagles     |
| Scott English      | Tromsø Storm       |
| Cory Parker        | Kongsberg Penguins |
| Rodney Hawthorne   | Kongsberg Penguins |

2001/02

| Zawodnik           | Klub         |
| ------------------ | ------------ |
| David Evans        | Oslo Kings   |
| Prince Edmonds III | Tromsø Storm |
| Amai Alagic        | Asker Aliens |
| Kelvin Woods       | Oslo Kings   |
| Cory Jenkins       | Asker Aliens |

| Zawodnik         | Klub               |
| ---------------- | ------------------ |
| Mustafa Mahnin   | Oslo Kings         |
| LaVall Jordan    | Ulriken Eagles     |
| Torgeir Bryn     | Oslo Kings         |
| Rodney Hawthorne | Kongsberg Penguins |
| Scott English    | Tromsø Storm       |

2002/03

| Zawodnik          | Klub               |
| ----------------- | ------------------ |
| Jeff Rogers       | Harstad Vikings    |
| Fredrik Beckius   | Kongsberg Penguins |
| Darnell McCullogh | Kongsberg Penguins |
| Amir Alagic       | Asker Aliens       |
| Rodney Hawthorne  | Kongsberg Penguins |

| Zawodnik        | Klub                 |
| --------------- | -------------------- |
| Errick Green    | Kristiansand Pirates |
| Benny Thorrud   | Kongsberg Penguins   |
| Jay Prada       | Kristiansand Pirates |
| Frode Loftesnes | Frøya Ambassadors    |
| Kelvin Woods    | Harstad Vikings      |

2003/04

| Zawodnik         | Klub             |
| ---------------- | ---------------- |
| Jeff Rogers      | Harstad Vikings  |
| Sanel Gabela     | Harstad Vikings  |
| John Bynum       | Ulriken Eagles   |
| Rodney Hawthorne | Bærums Verk Jets |
| Jamie Kendrick   | Harstad Vikings  |

| Zawodnik         | Klub                 |
| ---------------- | -------------------- |
| Audun Eskeland   | Ulriken Eagles       |
| Brett Gravitt    | Frøya Ambassadors    |
| Deginald Erskin  | Ulriken Eagles       |
| Øystein Rotevatn | Kristiansand Pirates |
| Jai Pradia       | Kristiansand Pirates |

2004/05

| Zawodnik                  | Klub                 |
| ------------------------- | -------------------- |
| Hans Thyge Solheim Hansen | Kongsberg Penguins   |
| Fitim Troni               | Harstad Vikings      |
| Rodney Hawthorne          | Bærums Verk Jets     |
| Bjørn Risshall            | Harstad Vikings      |
| Darnell McCulloch         | Kristiansand Pirates |

| Zawodnik              | Klub               |
| --------------------- | ------------------ |
| Audun Eskeland        | Bærums Verk Jets   |
| Brett Gravitt         | Frøya Ambassadors  |
| Thor Afam Hagen       | Kongsberg Penguins |
| Kristian Storm Hansen | Harstad Vikings    |
| Marco Elsafadi        | Frøya Ambassadors  |

2005/06

| Zawodnik      | Klub            |
| ------------- | --------------- |
| Eric Bell     | Tromsø Storm    |
| Kelvin Parker | Asker Aliens    |
| Jeff Rogers   | Harstad Vikings |
| Nick Curtis   | Asker Aliens    |
| Peter Bullock | Ulriken Eagles  |

| Zawodnik           | Klub                 |
| ------------------ | -------------------- |
| Calix Black Ndiaye | Ulriken Eagles       |
| Rodney Hawthorne   | Kongsberg penguins   |
| Patric Sandström   | Asker Aliens         |
| Fredrik Knudsen    | Kristiansand Pirates |
| Mario Woodsen      | Harstad Vikings      |

2006/07

| Zawodnik           | Klub            |
| ------------------ | --------------- |
| Eric Bell          | Tromsø Storm    |
| Jeff Rogers        | Harstad Vikings |
| Calix Black Ndiaye | Ulriken Eagles  |
| Ronny Karlsen      | Asker Aliens    |
| Mario Woodsen      | Harstad Vikings |

2007/08

| Zawodnik         | Klub            |
| ---------------- | --------------- |
| Anthony Williams | Tromsø Storm    |
| Mustafa Mahnin   | Asker Aliens    |
| Jeff Rogers      | Harstad Vikings |
| Ronny Karlsen    | Asker Aliens    |
| Ronald Timus     | 3B              |

2008/09

| Zawodnik      | Klub           |
| ------------- | -------------- |
| Ronald Timus  | Tromsø Storm   |
| Ronny Karlsen | Asker Aliens   |
| Peter Bullock | Ulriken Eagles |
| Taj Finger    | Tromsø Storm   |
| Miilah Kombat | Ammerud        |

2009/10

| Zawodnik       | Klub         |
| -------------- | ------------ |
| Ronny Karlsen  | Asker Aliens |
| Mustafa Mahnin | Asker Aliens |
| Peter Bullock  | Gimle        |
| Matt Lawrence  | Tromsø Storm |
| Ivan Djerman   | Gimle        |

## Liderzy statystyczni
| Sezon   | Zawodnik       | Zespół               | Śr. pkt. |
| ------- | -------------- | -------------------- | -------- |
| 2000–01 | Scott English  | Tromsø Storm         | 30       |
| 2001–02 | David Evans    | Oslo Kings           | 35,1     |
| 2002–03 | Errick Greene  | Kristiansand Pirates | 32,7     |
| 2003–04 | Chris Coates   | Kristiansand Pirates | 27,6     |
| 2004–05 | Brett Gravitt  | Frøya Ambassadors    | 24       |
| 2005–06 | Josh Steinthal | Kristiansand Pirates | 27,3     |
| 2006–07 | Jon Rogers     | Kristiansand Pirates | 24,2     |
| 2007–08 | Zane Gillard   | Kristiansand Pirates | 29,3     |
| 2008–09 | Ron Timus      | Tromsø Storm         | 29       |

| Sezon   | Zawodnik          | Zespół               | Śr. zb. |
| ------- | ----------------- | -------------------- | ------- |
| 2000–01 | Scott English     | Tromsø Storm         | 12,9    |
| 2001–02 | Anthony Dent      | Kristiansand Pirates | 14      |
| 2002–03 | Darnell McCullogh | Kongsberg Penguins   | 11,8    |
| 2003–04 | Scott English     | Harstad Vikings      | 12,8    |
| 2004–05 | Chinwuba Agba     | Harstad Vikings      | 12,8    |
| 2005–06 | Nick Curtis       | Asker Aliens         | 12,6    |
| 2006–07 | Mario Woodsen     | Harstad Vikings      | 14,6    |
| 2007–08 | Peter Bullock     | Ulriken Eagles       | 13,4    |
| 2008–09 | Taj Finger        | Tromsø Storm         | 10,7    |

| Sezon   | Zawodnik          | Zespół          | Śr. as. |
| ------- | ----------------- | --------------- | ------- |
| 2000–01 | Terrance Randolph | Asker Aliens    | 7,1     |
| 2001–02 | Terrance Randolph | Asker Aliens    | 6,7     |
| 2002–03 | Jeff Rogers       | Harstad Vikings | 6,3     |
| 2003–04 | Jeff Rogers       | Harstad Vikings | 6,7     |
| 2004–05 | Allen Watson      | Tromnsø Storm   | 6,7     |
| 2005–06 | Kelvin Parker     | Asker Aliens    | 6,7     |
| 2006–07 | Eric Bell         | Tromsø Storm    | 6,3     |
| 2007–08 | Christer Elgmork  | 3B              | 6,1     |
| 2008–09 | Jeff Rogers       | Harstad Vikings | 9       |

| Sezon   | Zawodnik           | Zespół               | Skuteczność [%] |
| ------- | ------------------ | -------------------- | --------------- |
| 2000–01 | Per Fedje          | Ulriken Eagles       | 90,9            |
| 2001–02 | LaSalle Thompson   | Asker Aliens         | 90,2            |
| 2002–03 | Inge Snippen       | Vålerenga Kings      | 92,3            |
| 2003–04 | Patrik Sandström   | Asker Aliens         | 92,9            |
| 2004–05 | Chris Crosby       | Harstad Vikings      | 87,5            |
| 2005–06 | Patric Sandström   | Asker Aliens         | 91,1            |
| 2006–07 | Robertas Bitinas   | Harstad Vikings      | 91,2            |
| 2007–08 | Brian Mariampillai | Kristiansand Pirates | 92,6            |
| 2008–09 | Willy Sharma       | Fjellhamar Stallions | 87,3            |